# 柳葉馬鞭草
柳葉馬鞭草（学名：Verbena bonariensis）为馬鞭草科馬鞭草屬下的一个种。

## 扩展阅读
- 維基物種上的相關：柳葉馬鞭草